# 태기표
태기표(太基杓, 1948년 9월 17일 ~ )는 대한민국의 제2대 전라북도 정무부지사를 역임한 정당인이다. 본관은 협계이며, 전라북도 임실군 태생이다.

## 학력
- 전주중앙공립국민학교 졸업
- 전주북중학교 졸업
- 경기고등학교 졸업
- 서울대학교 정치학과 학사 졸업

### 비학위 수료
- 서울대학교 대학원 정치학 석사 수료

## 경력
- 1977 ~ 1981 전주대학교 조교수
- 1987 ~ 1990 민주정의당 전북도당 전주시 완산구 지구당 위원장
- 1990 ~ 1991 민주자유당 전북도당 전주시 완산구 지구당 위원장
- 1992 ~ 1993 국정교과서 이사장
- 1996 ~ 1997 전라북도 정무부지사
- 1997 ~ 1998 국민의료보험 관리공단 상무이사
- 2003 ~ 2005 한국석유수출입협회 회장
- 2007 ~ 2008 택산상역 에너지사업부 대표
- 2008 한신공영 해외자원개발 고문
- 2009 ~ 2012.02 한나라당 전북도당 전주시 완산구 당협위원회 위원장
- 2012.02 ~ 2014.08 새누리당 전북도당 전주시 완산구 당협위원회 위원장
- 2013.10 ~ 2015.09 제1기 지방자치발전위원회 위원
- 2015.09 ~ 2018.01 제2기 지방자치발전위원회 위원

## 역대 선거 결과
|  | 11.10% |

|  | 8.16% |

|  | 7.46% |